# Hans Wilhelm Lange
Hans Wilhelm Lange, född 18 januari 1815 i Köpenhamn, död 29 januari 1873, var en dansk skådespelare och teaterdirektör. Han var den förste direktören för Casino (teater) 1848–1855, och grundade Folketeatret 1857, vars chef han sedan var till sin död.